# Betarmon bisbimaculatus
Betarmon bisbimaculatus is een keversoort uit de familie kniptorren (Elateridae). De wetenschappelijke naam van de soort is voor het eerst geldig gepubliceerd in 1803 door Fabricius.